# West-Saksisch voetbalkampioenschap 1915/16
In 1915/16 werd het vierde voetbalkampioenschap van West-Saksen gespeeld, dat georganiseerd werd door de Midden-Duitse voetbalbond. VfB Glauchau werd kampioen en plaatste zich voor de Midden-Duitse eindronde. De club verloor meteen van Mittweidaer FC 1899. 
- VfB Glauchau was een fusie van Glauchauer SV 07 en Glauchauer Sportfreunde.
- SpVgg Meerane 1907 was een fusie tussen FC Wacker Meerane en de FA der TS Meerane.

## 1. Klasse
| Plaats | Club                    | Wed. | W  | G | V  | Saldo | Ptn.  |
| ------ | ----------------------- | ---- | -- | - | -- | ----- | ----- |
| 1.     | VfB Glauchau            | 14   | 10 | 0 | 4  | 44:18 | 20:08 |
| 2.     | FC 02 Schedewitz        | 14   | 9  | 2 | 3  | 27:14 | 20:08 |
| 3.     | FC Olympia Zwickau      | 14   | 8  | 2 | 4  | 27:24 | 18:10 |
| 4.     | Zwickauer SC            | 14   | 6  | 3 | 5  | 29:23 | 15:13 |
| 5.     | FC Sachsen 1906 Meerane | 14   | 6  | 3 | 5  | 25:21 | 15:13 |
| 6.     | SpVgg Meerane 1907      | 14   | 5  | 1 | 8  | 23:34 | 11:17 |
| 7.     | Crimmitschauer BC       | 14   | 4  | 1 | 9  | 10:21 | 09:19 |
| 8.     | Planitzer SC            | 14   | 1  | 0 | 13 | 03:33 | 02:26 |

De wedstrijd Planitzer SC-VfB Glauchau werd niet gespeeld en als nederlaag voor beide teams geteld. 
|  | Kampioen, geplaatst voor Midden-Duitse eindronde |
|  | Degradatie                                       |